# 2024-es palesztinpárti könyvtárelfoglalás a Portlandi Állami Egyetemen
2024 áprilisában a Portlandi Állami Egyetem hallgatói a Palesztina-párti tüntetések részeként elfoglalták a Branford Price Millar Könyvtárat. Egy személyt letartóztattak, mert autójával a tüntetők felé hajtott, és többeket paprikaszprével lefújt.
A könyvtár 2024 őszéig helyreállítás miatt zárva tart.

## Fordítás
- Ez a szócikk részben vagy egészben  a(z)   2024 Portland State University pro-Palestinian campus occupation című angol Wikipédia-szócikk ezen változatának fordításán alapul.  Az eredeti cikk szerkesztőit annak laptörténete sorolja fel. Ez a jelzés csupán a megfogalmazás eredetét és a szerzői jogokat jelzi, nem szolgál a cikkben szereplő információk forrásmegjelöléseként.